# Cung
Die Sprache Cung (ISO 639-3: cug) ist eine ostbeboide Sprache, die zur Sprachgruppe der bantoiden Sprachen innerhalb der Niger-Kongo-Sprachfamilie zählt.
Die Sprache hat insgesamt 2.000 Sprecher in der Nordwestprovinz in Kamerun.